# Géographie de la Turquie
Le territoire de la république de Turquie se répartit entre l'Asie occidentale et l'Europe du Sud-Est. La partie asiatique de la Turquie, soit 97 % de la superficie totale et 83 % de la population, s'étend sur la presqu'île anatolienne (dont l'ancienne Asie mineure), le haut-plateau arménien et le nord de la plaine mésopotamienne. La partie européenne de la Turquie, située à l'ouest du détroit du Bosphore et du détroit des Dardanelles, est appelée Trakya en turc : c'est la partie orientale de la Thrace. Elle correspond à 3 % de la superficie totale de la Turquie mais regroupe 17 % de sa population : dans la partie européenne de l'agglomération d'Istanbul on trouve plus d'habitants que dans n'importe quel État des Balkans et un tiers de la population de la péninsule balkanique. 

## Frontières

Position régionale de la Turquie

Entourée par l'eau de trois côtés et protégé par de hautes montagnes le long de sa frontière orientale, la Turquie est bordée par huit pays (Bulgarie, Grèce, Géorgie, Arménie, Azerbaïdjan, Iran, Irak et Syrie) et deux mers (au nord la mer Noire, à l'ouest et au sud la mer Méditerranée (mer de Thrace, mer Égée, mer de Crète à l'ouest, mer de Marmara au nord-ouest et bassin Levantin au sud). Le pays a des frontières bien définies par le traité de Lausanne à l'issue de la guerre d'indépendance turque au début du XXe siècle, et restées stables depuis. En revanche, la frontière maritime avec la Grèce reste à définir, de même que la frontière turco-syrienne au niveau de la province du Hatay.
Le traité de Lausanne a imposé des échanges de populations obligatoires entre la communauté musulmane de Grèce (que ce traité définit comme « turque » quelles que soient les langues que l'on y parle) et la communauté orthodoxe non-turcophone de Turquie (définie comme « grecque » par ce même traité, quelles que soient les langues que l'on y parlait ; la communauté orthodoxe turcophone compte moins de cent fidèles). La communauté turque de la Thrace occidentale grecque ainsi que la communauté grecque d'Istanbul et d'Imbros en ont été exemptées, mais leur émigration s'est quand même ultérieurement produite, notamment lors du pogrom d'Istanbul.
La frontière de plus de 500 kilomètres avec l'ancienne Union soviétique a été définie par le traité de Moscou (1921) et le traité de Kars, qui permit à l'Empire ottoman de récupérer Ardahan, Artvin, Batoumi, Kars, Oltu et Bayazet. Depuis la dislocation de l'URSS en 1991 ce tracé est celui des frontières de la Turquie avec les pays indépendants de la Géorgie, de l'Arménie et de l'Azerbaïdjan. Selon l'ancien Ministre arménien des Affaires étrangères, Vartan Oskanian, en dépit de la perte par l'Arménie d'une partie de ses territoires occidentaux par le traité de Kars, le pays, comme successeur légal de la RSS d'Arménie, respecte ce traité et tous les accords admis par l'ancien gouvernement arménien soviétique, tout en regrettant la non-application par la Turquie d'une partie des articles du traité (notamment concernant la libre circulation des personnes et des biens et la préservation du patrimoine monumental arménien en Turquie).
La frontière avec l'Iran est stable depuis 1638 : elle a été définie par le traité de Qasr-e Chirin également appelé traité de Zahab.
La frontière avec l'Irak a été confirmée par le traité d'Ankara en 1926. Les voisins méridionaux de la Turquie, Irak et Syrie, ont fait partie de l'Empire ottoman jusqu'à 1918. Selon les limites du traité de Lausanne, la Turquie a renoncé à toutes ses réclamations envers ces deux pays, qui avaient été organisés comme ligue des mandats de nations sous la responsabilité régissant de la Grande-Bretagne et de la France. Toutefois, en juin 1939, la France alors « protectrice » de la Syrie a rendu à la Turquie, sans l'accord des Syriens, la sandjak d'Alexandrette (province actuelle de Hatay avec les villes d'Alexandrette et d'Antioche), de sorte qu'à cet endroit, la frontière de la Turquie avec la Syrie n'est pas reconnue par la Syrie. Ce contentieux continue à gréver les relations turco-syriennes.

## Villes principales (population 2021)
- Istanbul 15 840 900 habitants
- Ankara 5 747 325 habitants
- Izmir 4 425 789 habitants
- Bursa 3 147 818 habitants
- Antalya 2 619 832 habitants

La population totale du pays était, quant à elle, estimée à 84 680 273 habitants pour l'année 2021.

## Relief
Le territoire turc est encadré par deux massifs montagneux au nord (la chaîne pontique) et au sud (les Monts Taurus), qui enserrent un ensemble de hautes terres parfois abusivement dénommé « plateau anatolien », car il associe des plateaux localisés étendus, des hautes plaines intérieures (les ova (de)),  des massifs montagneux de faible étendue et des hautes montagnes.
En dehors de la côte ouest et de la plaine d'Anatolie centrale le pays est montagneux. Trois côtes maritimes et autant de failles sismiques et de chaînes de montagnes ceinturent le pays. On trouve plusieurs hauts volcans qui culminent de 3000 à 5165 m, au nord-est la chaîne pontique qui longe la mer Noire, dans le quart nord-est du pays. De hautes montagnes entourent le Haut-plateau arménien où les fleuves Tigre et Euphrate prennent leur source. Au sud-ouest les monts Taurus et anti-Taurus longent la méditerranée.

## Géologie

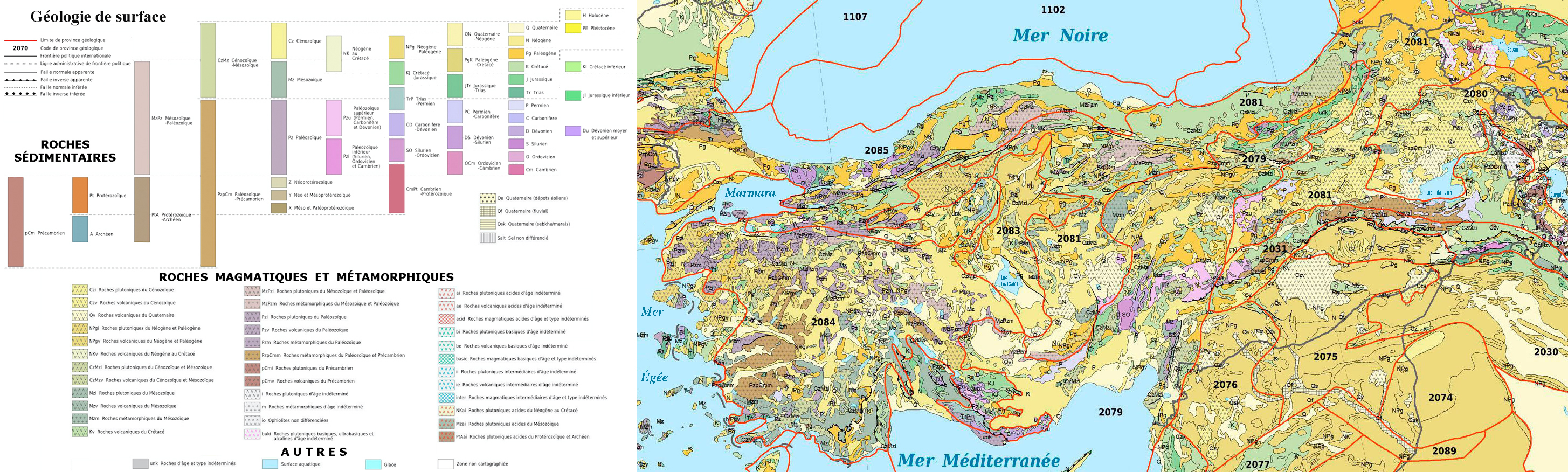
Carte géologique de la Turquie.

Les paysages de la Turquie sont le produit d'une grande variété de phénomènes tectoniques qui ont façonné l'Anatolie pendant des millions d'années et continuent aujourd'hui comme en témoignent les fréquents tremblements de terre et les éruptions volcaniques occasionnelles. 
Géologiquement les reliefs de Turquie font partie de la ceinture alpine qui s'étend de l'océan Atlantique jusqu'aux montagnes de l'Himalaya. La région le long de la frontière syrienne ne fait pas partie de cet ensemble géologique, cette zone est une continuation de la Plate-forme d'Arabie. Cette ceinture a été formée au cours de la période tertiaire (environ 65 millions d'années à 1,6 million d'années av. J.-C.), il s'agit de collisions entre les plaques arabes, africaine, indienne et la plaque eurasienne. En conséquence, la Turquie est l'un des pays les plus actifs du monde au niveau sismique.
Toutefois, bon nombre des roches présentes en Turquie se sont formées bien avant que ce processus ait commencé. Le sol turc contient des affleurements de roches précambriennes, (plus de 540 millions d'années; Bozkurt et al., 2000). Les premiers temps géologiques du sol turc sont mal connus, en raison du fait que la région a été constituée par un ensemble de morceaux de plaques tectoniques. La Turquie peut être perçue comme un assemblage de différents morceaux (éventuellement terrane) de l'ancienne lithosphère continentale et océanique, collés entre eux par des roches sédimentaires et volcaniques.

## Climat
L'ensemble fait que la Turquie présente quatre grands types de climat : méditerranéen à l'ouest et au sud, pontique au nord, continental au centre et montagnard à l'est. Mais chaque type se décline en variantes locales, notamment dans la grande métropole d'Istanbul, qui possède plusieurs microclimats.
Les différentes régions de la Turquie sont marquées par des climats sensiblement différents, le système climatique sur les côtes contrastant avec celui qui prévaut dans l'intérieur du pays. Les côtes des mers Égée et Méditerranée ont des hivers froids et pluvieux et des étés chauds et modérément secs. Dans ces régions, les précipitations annuelles varient entre 580 et 1 300 millimètres, selon l'endroit. Généralement, les régions de l'est sont moins pluvieuses. La côte de la mer Noire a un climat pontique et reçoit la plus grande quantité de précipitations, étant la seule région de Turquie qui reçoit des précipitations abondantes toute l'année. La partie orientale de cette côte reçoit en moyenne 2 500 millimètres de précipitations par an. Les montagnes le long de la côte atténuent l'influence de la Méditerranée à l'intérieur des terres, donnant à l'intérieur de la Turquie un climat continental avec des saisons marquées. Le plateau d'Anatolie est beaucoup plus soumis à des conditions extrêmes que le sont les zones côtières. Les hivers sur le plateau sont particulièrement froids, des températures de −30 à −40 °C peuvent survenir dans les régions montagneuses à l'est et de la neige peut être présente sur le sol 120 jours par an. Dans l'ouest, les températures moyennes hivernales sont d'environ 1 °C. Les étés sont chauds et secs avec des températures supérieures à 30 °C. Les précipitations annuelles moyennes y sont d'environ 400 millimètres. Les régions les plus arides sont le Konya Ovası et le Malatya Ovası, où la pluviométrie annuelle est souvent inférieure à 300 millimètres. Mai est généralement le mois de l'année le plus humide et juillet et août les plus secs.
Le climat de la région montagneuse d'Anti-Taurus est inhospitalier. Les étés ont tendance à être extrêmement chauds et secs. Les hivers sont froids avec fréquemment de fortes chutes de neige. Des villages peuvent être isolés pendant plusieurs jours durant les tempêtes de neige en hiver. Le printemps et l'automne sont généralement bénins.
| Région                             | Temp. moy. | Record de chaleur | Record de froid | Hum. moy. | Préc. moy. |
| Région de Marmara                  | 13,5 °C    | 44,6 °C           | -27,8 °C        | 71,2 %    | 564,3 mm   |
| Région Égéenne                     | 15,4 °C    | 48,5 °C           | -45,6 °C        | 60,9 %    | 706,0 mm   |
| Région méditerranéenne             | 16,4 °C    | 45,6 °C           | -33,5 °C        | 63,9 %    | 706,0 mm   |
| Région de la mer Noire             | 12,3 °C    | 44,2 °C           | -32,8 °C        | 70,9 %    | 828,5 mm   |
| Région de l'Anatolie centrale      | 10,6 °C    | 41,8 °C           | -36,2 °C        | 62,6 %    | 392,0 mm   |
| Région de l'Anatolie orientale     | 9,7 °C     | 44,4 °C           | -45,6 °C        | 60,9 %    | 569,0 mm   |
| Région de l'Anatolie du Sud-Est    | 16,5 °C    | 48,4 °C           | -24,3 °C        | 53,4 %    | 584,5 mm   |
| Le climat de la Turquie par région |            |                   |                 |           |            |

## Sources
- (en) Cet article est partiellement ou en totalité issu de l’article de Wikipédia en anglais intitulé « Geography of Turkey » (voir la liste des auteurs).